# Oldenlandia adscensionis
Oldenlandia adscensionis là một loài thực vật có hoa trong họ Thiến thảo. Loài này được (DC.) Cronk mô tả khoa học đầu tiên năm 1980.